# آنا ماجنوسون
آنا ماجنوسون (بالسويدية: Anna Magnusson)‏ هي متسابقة بياثل سويدية، ولدت في 31 مارس 1995 في بيتيو في السويد.

## وصلات خارجية
- الموقع الرسمي
- آنا ماجنوسون على موقع IBU (الإنجليزية)
- آنا ماجنوسون على موقع الاتحاد الدولي للتزلج (التزلج الريفي) (الإنجليزية)
- آنا ماجنوسون على موقع اللجنة الأولمبية الدولية (الإنجليزية)
- آنا ماجنوسون على موقع أوليمبيديا (الإنجليزية)
- آنا ماجنوسون على موقع اللجنة الأولمبية السويدية (السويدية)